# Sankcija
Sankcija je onaj dio pravne norme kojim se utvrđuje pravna posljedica nekog ponašanja koje je kvalificirano kao delikt, odnosno pravna posljedica koju će državna tijela provesti prema adresatima koji ne postupe kako nalaže dispozicija pravne norme. Uvjet za primjenu sankcije je delikt gdje nema razloga za isključenje protupravnosti.
Sankcija se može sastojati od:
- nanošenje nekog zla
- oduzimanje imovine, stvari
- povrat u prijašnje stanje
- prijekor, upozorenje
- primjena odgojnih mjera.